# Křížová cesta (Pocinovice)
Křížová cesta v Pocinovicích na Domažlicku se nachází severně od obce na táhlém návrší. Lemuje 800 metrů dlouhou cestu z obce k poutnímu místu Dobrá Voda.

## Historie
Křížová cesta byla postavena roku 1882 z iniciativy faráře Ondřeje Veseláka z Pocinovic. Tvoří ji čtrnáct kamenných kapliček s nikou a křížem na vrcholu.

### Poutní místo
Na poutním místě u pramene se "zázračnou" vodou byla v 17. století postavena menší dřevěná kaplička. Vedle ní byla díky finančnímu daru zesnulé Anny Blahníkové z Pocinovic postavena roku 1873 kaple Bolestné Matky Boží. Architektem stavby byl Ondřej Martínek z Domažlic. Poutníci do tohoto místa chodili k panně Marii, aby si vyprosili uzdravení. Na památku věnovali do kapličky obrázek znázorňující vyprošenou milost. Roku 1908 dřevěná kaplička i s obrázky vyhořela, na jejím místě byla poté vystavěna zděná.
Obě kaple jsou chráněny jako nemovitá Kulturní památka České republiky.

## Galerie

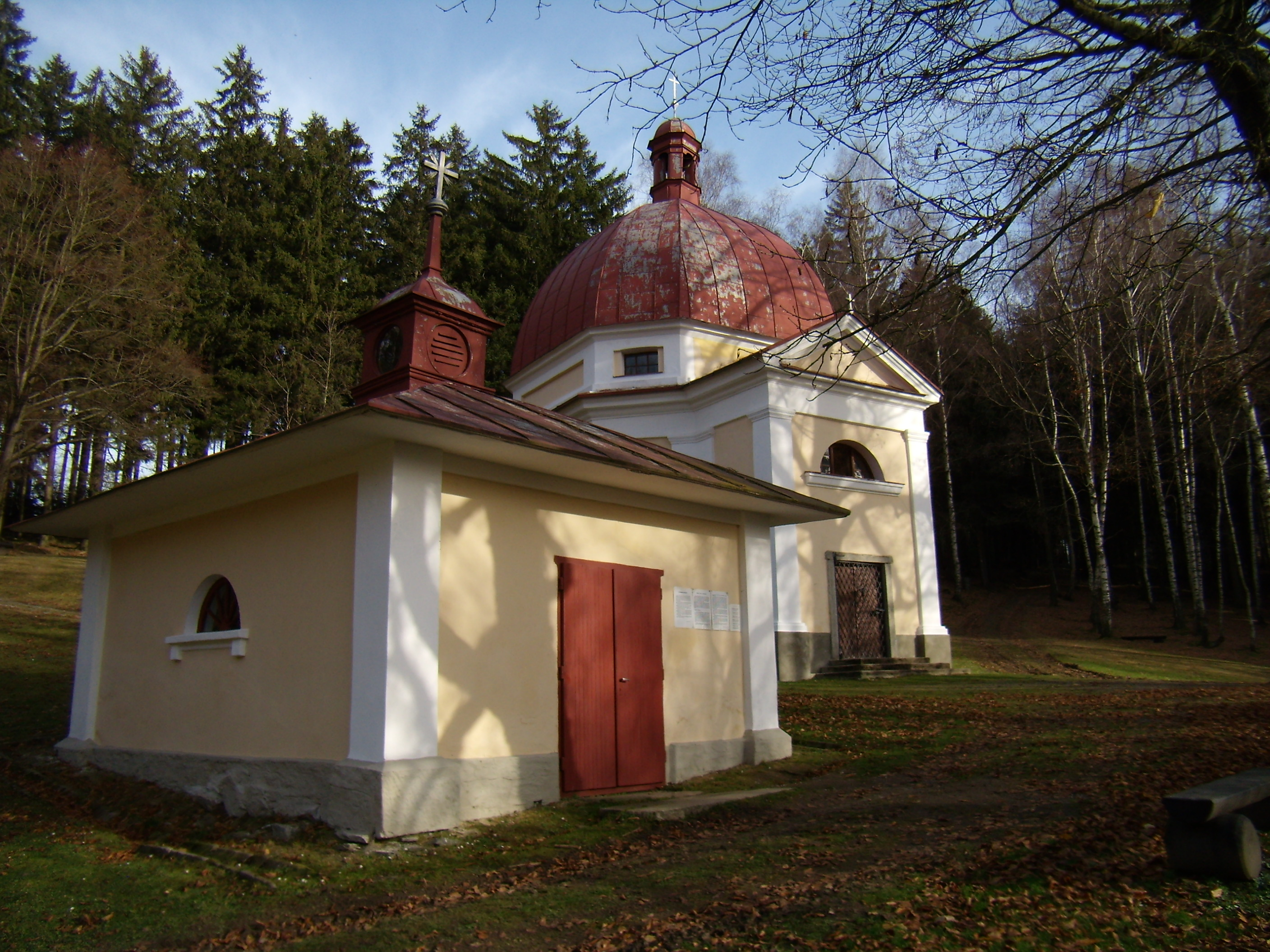
poutní kaple Panny Marie Bolestné